# Žďár (Velké Chvojno)
Žďár (německy Saara) je malá vesnice v okrese Ústí nad Labem, jedna ze šesti částí obce Velké Chvojno. Ves se rozkládá v nadmořské výšce kolem 400 metrů.

## Historie
Původem jde o slovanskou okrouhlou vesnici, založenou patrně na počátku 13. století. Ves je zmiňována v roce 1227 na soutoku potoků Kočičího (Klíšský z Libouchce) a Slepičího (Žďárský z Arnultovic), jako majetek kláštera svatého Jiří v Praze. V roce 1314 prodali Beneš a Václav z Vartenberka ves Žďár i ves Strážky Jindřichu z Pokratic. V roce 1367 ves výměnou panství obdržel rod Henslínů z Turgau. Panský dvůr byl vykoupen v roce 1401 a připojen k panství Všebořice, kde zůstal až do roku 1848. V roce 1623 byl Kölblům zkonfiskován majetek, ale záhy byl vrácen zpět Ester Kölblové. Za třicetileté války byla ves v roce 1634 zcela vypálena Míšňany a v roce 1599 zde řádil mor. Panský dvůr byl v roce 1794 prodán na části lidem ze vsi a okolí. Do poloviny dvacátého století bylo obyvatelstvo obce z drtivé většiny německé, po druhé světové válce však bylo vysídleno a obec se do značné míry vylidnila. V roce 1960 byla připojena osada Knínice a od 1. května 1976 byly obě připojeny pod obec Velké Chvojno. Obě osady se staly částí obce Libouchec. V roce 1998 se stala po osamostatnění obce Velké Chvojno její součástí.

## Obyvatelstvo
Při sčítání lidu v roce 1921 ve vsi žilo 224 obyvatel (z toho 105 mužů), z nichž byl jeden Čechoslovák a 293 Němců. Kromě dvou evangelíků byli římskými katolíky. Podle sčítání lidu z roku 1930 měla vesnice 274 obyvatel: patnáct Čechoslováků, 258 Němců a jednoho příslušníka jiné národnosti. Většina (267 osob) se hlásila k římskokatolické církvi, ale ve vsi byl také jeden evangelík, jeden člen nezjišťovaných církví a pět lidí bez vyznání.
| Rok            | 1869 | 1880 | 1890 | 1900 | 1910 | 1921 | 1930 | 1950 | 1961 | 1970 | 1980 | 1991 | 2001 | 2011 | 2021 |
| -------------- | ---- | ---- | ---- | ---- | ---- | ---- | ---- | ---- | ---- | ---- | ---- | ---- | ---- | ---- | ---- |
| Počet obyvatel | 253  | 228  | 253  | 219  | 228  | 224  | 274  | 115  | 84   | 87   | 45   | 33   | 39   | 55   | 86   |
| Počet domů     | 47   | 49   | 50   | 49   | 50   | 51   | 58   | 47   | 18   | 16   | 12   | 16   | 14   | 23   | 23   |